# أضواء المدينة (فلم)
أضواء المدينة هو فيلم مصري تم إنتاجه عام 1972 ، من إخراج فطين عبد الوهاب وبطولة شادية وأحمد مظهر وحسن مصطفى وعادل إمام وعبد المنعم إبراهيم وتدور قصة الفيلم حول سعاد وحلمها بأن تسافر إلى القاهرة وتصبح نجمة كبيرة.

## فريق العمل
إخراج: فطين عبد الوهاب

تأليف: علي الزرقاني

### بطولة
- شادية
- أحمد مظهر
- حسن مصطفى
- عادل إمام
- عبد المنعم إبراهيم
- سمير غانم
- جورج سيدهم
- سهير الباروني
- فاطمة عمارة
- سلامة إلياس
- إبراهيم سعفان
- محمد شوقي

### ضيوف الشرف
- أحمد رمزي
- نادية لطفي
- مريم فخر الدين
- صلاح أبو سيف
- حسين كمال
- ميرفت أمين
- نجوى فؤاد
- نبيلة السيد
- أحمد الحداد

## أغاني الفيلم
الأغاني من ألحان بليغ حمدي و كلمات مرسي جميل عزيز
- صفر ياوابور
- عطشان ياصبايا
- سلامه سلامه
- قال ايه شرابي مدلدل
- بالهداوه
- حبه بحبه
- جولييت
- والله يابوصه بقيتي عروسه
- والله وراح تعب الليالي

## روابط خارجية
- مقالات تستعمل روابط فنية بلا صلة مع ويكي بيانات